# Józef Śleszyński
Józef Śleszyński h. Doliwa (ur. 16 października?/28 października 1888 w Odessie, zm. 24 stycznia 1942) – polski działacz państwowy, wicewojewoda i p.o. wojewody wołyńskiego.

## Życiorys
Syn Jana i Heleny z Augustynowiczów (1857–1929), brat Haliny Krahelskiej i Witolda. Ukończył gimnazjum w Odessie. Studiował historię na uniwersytetach w Oddesie i Krakowie. W latach 1908–1918 był członkiem frakcji rewolucyjnej PPS na Ukrainie. W 1909 więziony w Odessie za działalność polityczną, a w 1910 relegowany z tamtejszego uniwersytetu. Tuż przed odzyskaniem niepodległości, w latach 1917–1918, był kuratorem szkół polskich w Oddesie. W 1918 został mianowany komisarzem rządowym przy Radzie Głównej Opiekuńczej w Warszawie. W 1920, w czasie wojny polsko-bolszewickiej, ochotniczo wstąpił do Wojska Polskiego. Po wojnie pracował jako delegat  Ministerstwa Pracy i Opieki Społecznej na Galicję i Śląsk Cieszyński, Od 1926 był w charakterze naczelnika wydziału samorządowego pracownikiem Wołyńskiego Urzędu Wojewódzkiego. W latach 1929–1932 był wicewojewodą wołyńskim, zaś od 13 stycznia 1930 do 5 czerwca 1930 przejściowo pełnił obowiązki wojewody wołyńskiego. Sprawował funkcję zastępcy senatora w latach 1935–1939. Zarządzeniem Ministra Spraw Wewnętrznych z dnia 5 kwietnia 1937 został powołany w skład Komisji Regionalnego Planu Zabudowania Wołynia.  
Ponadto był Prezesem Wołyńskiego Towarzystwa Przyjaciół Nauk, członkiem prezydium Wołyńskiego Towarzystwa Wydawniczego, ławnikiem zarządu miejskiego w Łucku i członkiem Państwowej Rady Opieki Społecznej z woj. wołyńskiego.
Był żonaty z nauczycielką Filipiną ze Stachórskich (1885–1937).

## Ordery i odznaczenia
- Złoty Krzyż Zasługi[2]
- Srebrny Wawrzyn Akademicki (5 listopada 1935)[7]